# Pour les fous d'hier et d'aujourd'hui
 (juillet 2017).
Si vous disposez d'ouvrages ou d'articles de référence ou si vous connaissez des sites web de qualité traitant du thème abordé ici, merci de compléter l'article en donnant les références utiles à sa vérifiabilité et en les liant à la section « Notes et références ».
Albums de Julien Clerc
Pantin 1983
(1983) Amours secrètes...Passion publique
(1991)
Pour les fous d'hier et d'aujourd'hui est un album live de Julien Clerc sorti en 1988, sous le label Virgin. Il comprend 15 titres dont 6 issus de son dernier album sorti en 1987 (Les Aventures à l'eau), il reprend des chansons plus rares de son répertoire comme La Veuve de Joe Stan Murray (1970), Les Menhirs (1970) et La Fée qui rend les filles belles (1973).

## Pistes de l'album
| No  | Titre                                    | Paroles           | Musique                     | Durée |
| --- | ---------------------------------------- | ----------------- | --------------------------- | ----- |
| 1.  | L'enfant au walkman (1987)               | Luc Plamondon     | Julien Clerc, Jean Roussel  | 5:43  |
| 2.  | Respire (1984)                           | Jean-Loup Dabadie | Julien Clerc                | 3:36  |
| 3.  | Les aventures à l'eau (1987)             | David McNeil      | Julien Clerc, Matt Clifford | 4:30  |
| 4.  | Mon ange (1987)                          | Françoise Hardy   | Julien Clerc, Jean Roussel  | 4:26  |
| 5.  | La veuve de Joe Stan Murray (1970)       | Etienne Roda-Gil  | Julien Clerc                | 4:15  |
| 6.  | La fée qui rend les filles belles (1973) | Etienne Roda-Gil  | Julien Clerc                | 2:48  |
| 7.  | Les menhirs (1970)                       | Maurice Vallet    | Julien Clerc                | 2:32  |
| 8.  | Pour qui tu t'prends (1987)              | Françoise Hardy   | Julien Clerc, Matt Clifford | 4:28  |
| 9.  | Barbare (1987)                           | Luc Plamondon     | Julien Clerc                | 5:25  |
| 10. | Melissa (1984)                           | David McNeil      | Julien Clerc                | 4:00  |
| 11. | Amour consolation (1984)                 | Serge Gainsbourg  | Julien Clerc, Jean Roussel  | 4:05  |
| 12. | La fille aux bas nylon (1984)            | Luc Plamondon     | Julien Clerc, Jean Roussel  | 4:42  |
| 13. | Cœur de rocker (1983)                    | Luc Plamondon     | Julien Clerc                | 3:25  |
| 14. | Hélène (1987)                            | David McNeil      | Julien Clerc                | 4:30  |
| 15. | Travailler c'est trop dur (1978)         | Zachary Richard   | Zachary Richard             | 5:40  |